# Kykula (Biele Karpaty)
Kykula je vrch o nadmořské výšce 746 m v Bílých Karpatech, nedaleko slovensko-české hranice. Je to vyhlídkový vrch, nacházející se v Lopenické hornatině, geomorfologickém podcelku Bílých Karpat. Vrch leží na Cestě hrdinů SNP.

## Přístup
- po  značce z obce Melčice-Lieskové
- po  značce z Drietomy (Cesta hrdinů SNP)